# جی‌آر

علامت اختصاصی گروه جی‌آر

JR Group service regions

گروه راه‌آهن ژاپن یا جی‌آر (به ژاپنی: JR, ジェイアール Jeiāru) متشکل از هفت شرکت سودبر است که بیشتر دارایی‌ها و عملیات شرکت در تملک دولت راه‌آهن ملی ژاپن را در ۱ آوریل ۱۹۸۷ به دست گرفتند. بیشتر دیون راه‌آهن ملی ژاپن به عهدهٔ ابرشرکت تسویه حساب راه‌آهن ملی ژاپن قرار گرفت. اکنون جی‌آر از ۶ شرکت مسافربری و یک شرکت باربری قطار و یک مؤسسه تحقیقاتی که بیشتر بر روی سامانه رایانه‌ای کار می‌کند، تشکیل شده‌است. در میان سازمان‌های مسافربری جی‌آر دو سازمان اتوبوسرانی جی‌آر و هتل‌های وابسته به گروه جی‌آر نیز قرار دارند.
| نوع خدمات       | نام شرکت                               | علامت و رنگ  | محل دفتر مرکزی                 | حوزهٔ خدمات                |
| --------------- | -------------------------------------- | ------------ | ------------------------------ | ------------------------- |
| مسافربری        | شرکت راه‌آهن هوکایدو (JR Hokkaidō)      | Light green  | ساپورو در هوکایدو              | استان هوکایدو             |
| مسافربری        | شرکت راه‌آهن شرق ژاپن (JR East)         | Green        | شیبویا در توکیو                | توهوکو، کانتو، کوشین‌اتسو  |
| مسافربری        | شرکت راه‌آهن مرکزی ژاپن (JR Central)    | Orange       | ناگویا                         | توکای                     |
| مسافربری        | شرکت راه‌آهن غرب ژاپن (JR West)         | Blue         | اوزاکا                         | هوکوریکو، کانسائی، چوگوفو |
| مسافربری        | شرکت راه‌آهن شیکوکو (JR Shikoku)        | Light blue   | شهر تاکاماتسو در استان کاگاوا  | شیکوکو                    |
| مسافربری        | شرکت راه‌آهن کیوشو (JR Kyūshū)          | Red          | شهر فوکوئوکا در استان فوکوئوکا | کیوشو                     |
| خدمات باربری    | شرکت راه‌آهن باربری ژاپن (JR Freight)   | Grey         | چیودا در توکیو                 |                           |
| سازمان تحقیقاتی | مؤسسه تحقیقاتی راه‌آهن ژاپن (RTRI)      | Light purple | کوکوبونجی در توکیو             |                           |
| سازمان اطلاعاتی | مؤسسه اطلاعاتی راه‌آهن ژاپن (JR System) | Dark red     | شیبویا در توکیو                |                           |